# 소라의 날개
소라의 날개(일본어: あひるの空)는 일본의 만화가인 히나타 타케시 원작의 농구 만화이다. 이 작품은 2004년, 주간 소년 매거진을 통해 발표되기 시작되었다.
2018년에 TV 애니메이션화가 결정되었다. 2019년 10월부터 2020년 9월까지 방영되었다.

## 줄거리
쿠루마타니 소라는 "내가 처음 고등학교 대회를 지배하게 될 것이다"고 엄마에게 약속한 것을 이루기 위해 농구부에 들어가려고 한다. 그런데 농구부는 불량 학생들의 소굴이 된 지 오래되어 농구부로서의 기능을 잃어가고 있었다. 하지만 소라의 근성과 열정으로 인해 농구부 부원들이 마음을 열게 되어 농구부가 운영되기 시작하는데...

## 등장인물
쿠루마타니 소라(소라)
하나조노 모모하루(모모하루)
하나조노 치아키(치아키)
나츠메 켄지(토비)
시게요시 카나메(모키치)
야스하라 신이치(야스)
나베시마 류헤이(나베)
사키 마사히로(처키)
야부우찌 마도카(마도카)
나나오 나오(나오)